# 生活形
生活形（せいかつけい:life form）とは、生物学、特に植物生態学において、生物（植物）がその生育環境に適応するために保有する形である。生態学では、いろいろな環境における植物群を構成する植物グループの特徴や構成を議論するために用いられる。分類学による科、属、種などはその進化の系統によって、分類されているので、分類学的には近い種であっても、生活形が異なることがあり、分類学的にまったく違う種であっても、近い生活形をとることがある。
比較的良く用いられる「ラウンケルの生活形」では生活形を生活不良時（寒気および乾燥季）を耐える抵抗芽の高さを基礎として、「地上植物」（高位芽植物:phanerophyte）、「地表植物」（地上芽植物:chamaephyte）、「半地中植物」（地表芽植物; hemicryptophyte）、「地中植物」（隱芽植物:cryptophyte）、種子で冬を越す「一年生植物」 （therophyte）などに分類したものである。ラウンケルはさまざまな地域に生息する種を1000種類、ランダムに選択し、生活形で分類しその生活形の占める割合を比較して気候と生活形の関係を考察した。高緯度や高地に向かって、地上植物は減り、地表植物が増えることが定量的に示すことができる。
例えば、木とか草という区分けも生活形による分類なので、アリストテレスからこの分類は始まるともいえるが、近代ではアレクサンダー・フォン・フンボルトが「ヤシ形」「サボテン形」「イネ形」など19の　"Pflanzen formen" に分けたのを始まりとされることが多い。その後、アウグスト・グリーゼバッハ、アントン・ヨーゼフ・ケルナー、オスカル・ドルーデ、オイゲン・ワルミング、クリステン・ラウンケル、アイナル・デュリエーなど多くの植物生態学者が、運動、摂食、体の保持方法などの観点や隠花植物への拡大など異なる生活形の分類区分を提案した。
これとは別に生活型（せいかつかた:life type）という用語があって、岩波生物学辞典では「生物の生活様式を何らかの方法で類型化したもの、あるいは生活様式による生物の類型」と定義されて、例としては「肉食・腐食」、生態学における「生産者・消費者・分解者」などを例にあげている。